# Cor Thesingbrug
Cor Thesingbrug (brug 349) is een basculebrug in Amsterdam-West.
Ze is gelegen in de Houtmankade, de westelijke oever van het Westerkanaal. Ze is gelegen over de Le Mairegracht. Zowel het Westerkanaal als de Le Mairegracht kwamen gereed in de jaren zeventig van de 19e eeuw. Om van de Houtmankade een doorlopende weg te maken (er verrezen in korte tijd ter plaatse een aantal pakhuizen) was het noodzakelijk de weg te verstevigen en een overspanning te bouwen over de Le Mairegracht en de Van Noordtgracht (brug 345). Dit werd in 1882 ter hand genomen. Werd er over de Van Noordtgracht een draaibrug gelegd, over de Le Mairegracht kwam een dubbele basculebrug, zoals die ook elders in de binnenstad werd gebruikt. In 1899 verkocht de gemeente een hoeveelheid grond en water aan de Wester Suikerraffinaderij, die zich hier gevestigd had. Men hoopte vanuit die opbrengst een nieuwe brug te kunnen bekostigen ter waarde van 9530 gulden. De verkoop van grond en water werd in maart 1899 goedgekeurd; de vernieuwing van de brug werd afgehouden. In 1901 was de brug dusdanig versleten, dat er uitvoerige herstelwerkzaamheden moesten worden verricht.  
In 1957 bleek dat de brug niet meer te redden was. De Gemeente Amsterdam had echter niet de financiële middelen de brug te vervangen door een nieuwe enkelvoudige basculebrug; het geschatte bedrag van anderhalf miljoen gulden had ze niet in kas. Gelukkig had de gemeente nog wel een ijzeren ophaalbrug over, die tot juni 1957 bij de Westergasfabriek over de Haarlemmertrekvaart had gelegen. De kosten van verplaatsing en opbouw werden geschat op 162.000 gulden en zo geschiedde.
Toen in 1960 geconstateerd werd dat de brug 345 aan vervanging toe was, werd gekeken of de bruggen tegelijkertijd konden worden vervangen. Het wegverkeer was aanzienlijk toegenomen, mede doordat de pontveer die vertrok van de Tasmanstraat een aanzuigende werking had. Door de aanpak van drie bruggen in de aanvoerroutes daarnaartoe (ook de Zoutkeetsbrug werd vernieuwd), wilde de gemeente het verkeer spreiden. Voor de drie bruggen werd een budget vrijgemaakt van 4,75 miljoen gulden. De drie bruggen kwamen van de tekentafel van de Dienst der Publieke Werken waarbij Gerrit Feiko Janssonius verantwoordelijk was voor de techniek en Dirk Sterenberg voor het uiterlijk. In 1964 was de basculebrug klaar; ze werd in december geopend. De brug is qua opbouw hetzelfde als de Zoutkeetsbrug, het brugbedieningshuisje ontbreekt; vermoedelijk werd de brug bediend vanaf brug 345 en later (zeker) vanaf het brugwachterskantoor van de Westerkeersluis. Constructiewerkplaats NV leverde de val, die op de betonnen landhoofden werd geplaatst. Er werd destijds nog een beweegbare brug neergelegd omdat de Wester Suikerraffinaderij nog werkzaam was, zeker in de aanloop tot de planning van de brug. De suikerfabriek ging binnen een jaar na opening van de brug hier failliet en sindsdien vindt hier nauwelijks meer scheepvaart plaats 
De brug ging lange tijd door het leven als Noordpoolbrug. In april 2016 schrapte de gemeente Amsterdam alle officieuze benamingen van bruggen en zo verdween ook deze vernoeming naar de Overwintering op Nova Zembla, zowel Cornelis de Houtman (voer op Nederlands-Indië) als Olivier van Noort (voer door Straat Magellaan) hadden daar niets mee te maken.
In april nam het gemeentebestuur het besluit de brug officieel te benoemen naar Cor Thesing.
Cor Thesing (1922-2015) was actief in het verzet tijdens de Tweede Wereldoorlog, hielp mensen aan onderduikadressen en etensbonnen. Hij kreeg na afloop van de oorlog de verzetskruis. In later jaren was hij een buurtactivist in de Amsterdamse Spaarndammerbuurt binnen Westerpark. Hij streed in die hoedanigheid voor behoud van een oude boerderij “Hogenes”en tegen de tippelzone bij de Transformatorweg. Hij zat daarbij bijvoorbeeld in het Wijkopbouworgaan Spaarndammer- en Zeeheldenbuurt, was bestuurslid bij het Polanentheater en Kunst in de Wijken en nam deel in de jubileumcommissie Spaarndammerbuurt. Het latere stadsdeel West waar Westerpark in opging eerde hem al eerder met een naambordje op een van de bankjes in het Zaanhof.

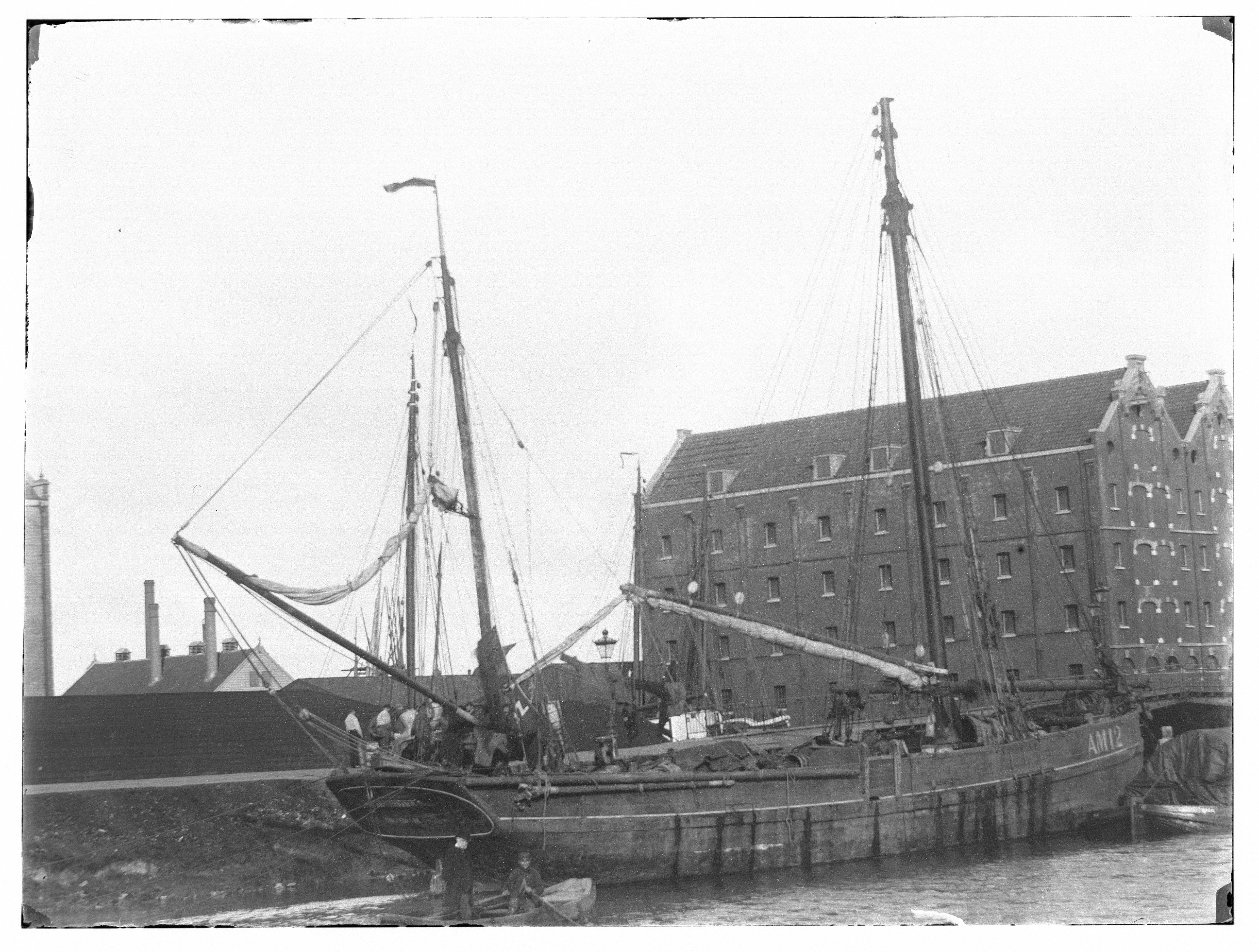
Jacob Olie met de pakhuizen en de dubbele basculebrug rechts (1895)
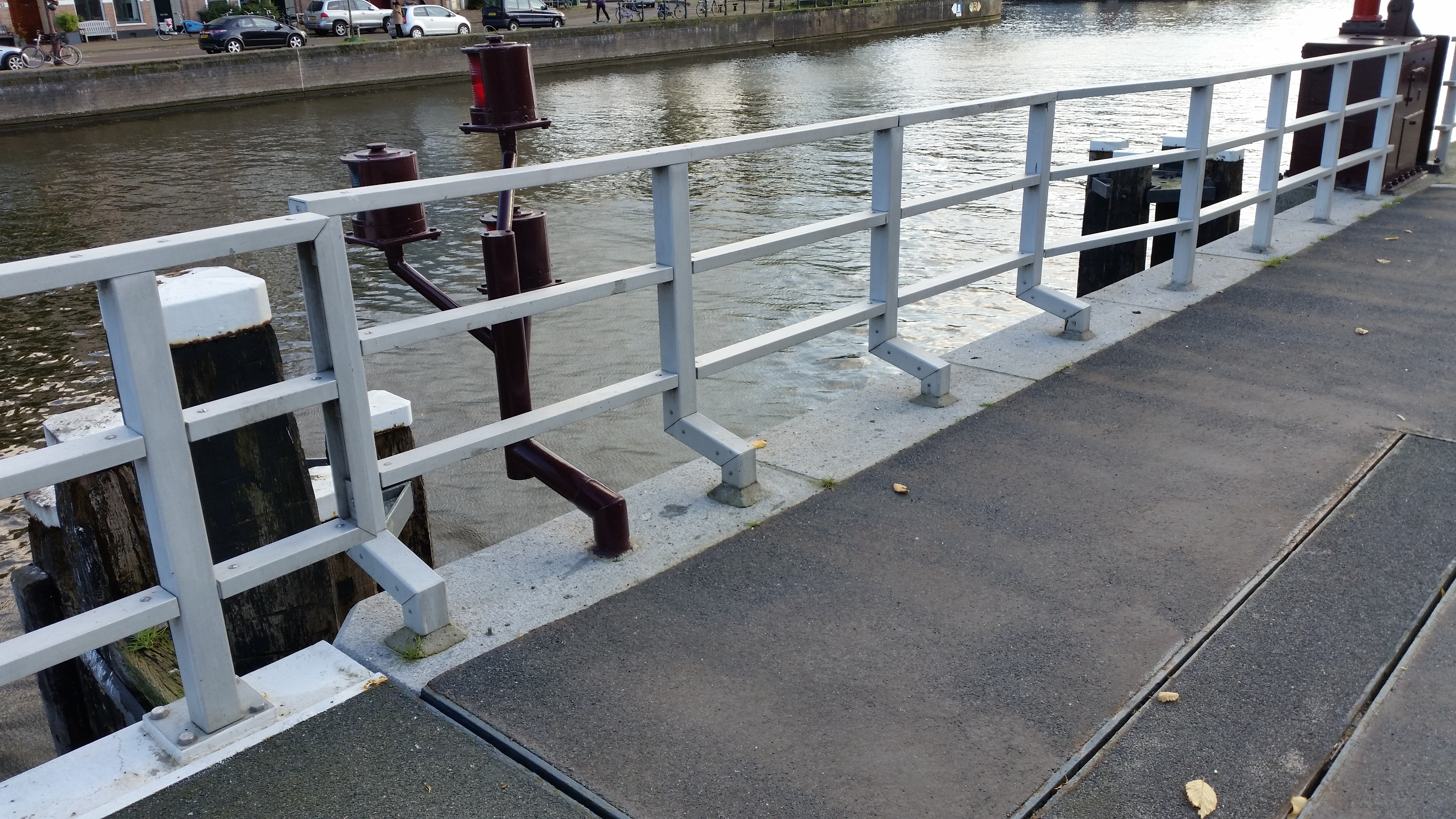
Wijkende brugleuningen op landhoofd om plaats te maken bij opening val (oktober 2019)
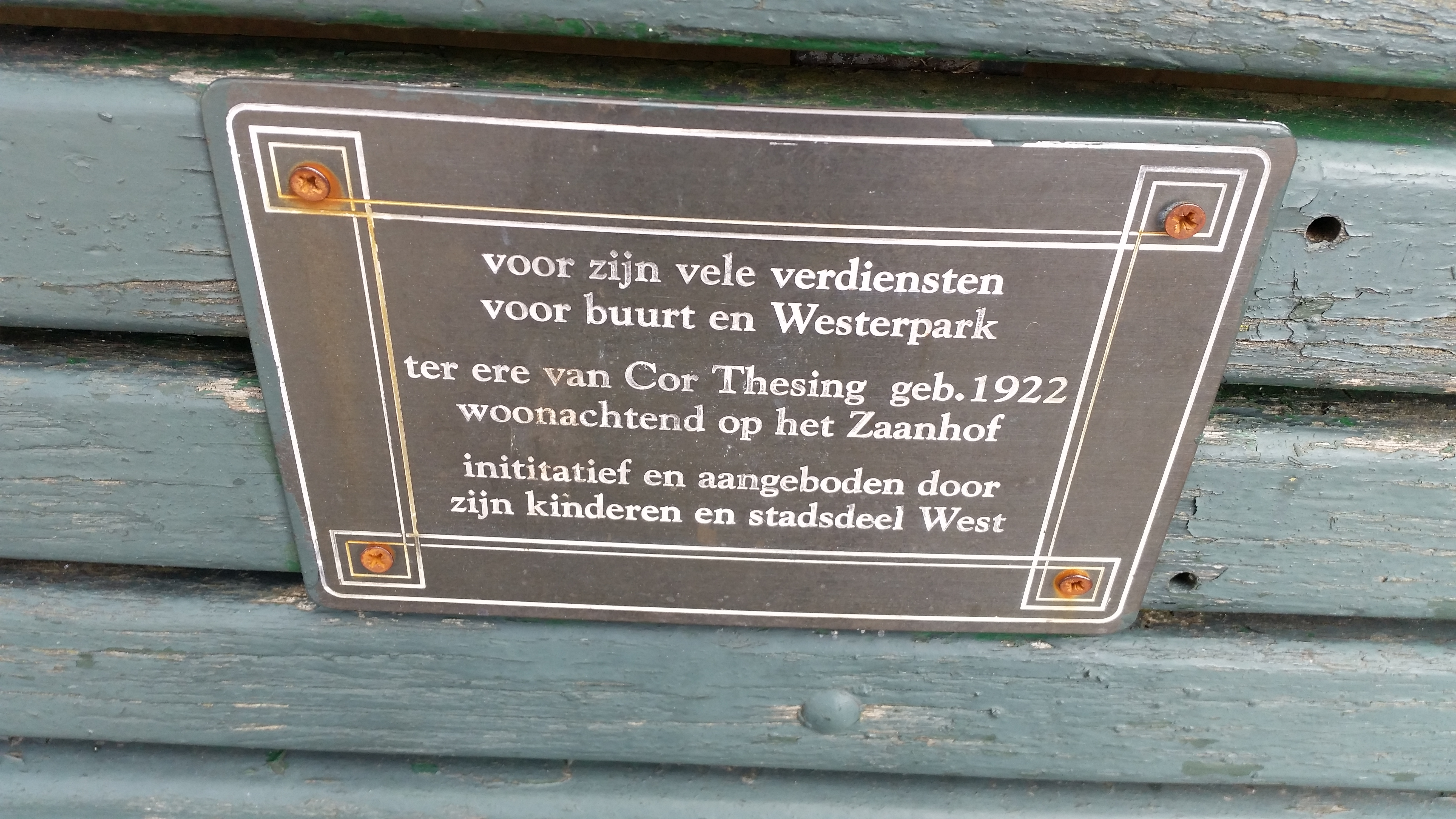
Plaquette Cor Thesing op bankje in Zaanhof (mei 2020)

<<< · 300 · 301 · 302 · 303 · 304 · 305 · 306 · 307 · 308 · 309 · 310 · 311 · 312 · 313 · 314 · 315 · 316 · 317 · 318 · 320 · 321 · 322 · 323 · 324 · 325 · 327 · 328 · 330 · 331 · 332 · 333 · 334 · 335 · 336 · 337 · 338 · 339 · 340 · 341 · 342 · 343 · 344 · 345 · 346 · 347 · 348 · 349 · 350 · 351 · 352 · 353 · 354 · 355 · 356 · 357 · 358 · 359 · 360 · 361 · 362 · 363 · 364 · 365 · 366 · 367 · 368 · 371 · 372 · 373 · 374 · 375 · 376 · 377 · 378 · 379 · 380 · 381 · 382 · 383 · 385 · 386 · 387 · 388 · 389 · 390 · 391 · 392 · 393 · 394 · 395 · 396 · 397 · 398 · 399 · >>>
Brugnummers 319, 326, 329 (tijdelijke duiker in de Ringspoordijk), 369, 370, 384 zijn niet (meer) vergeven.